# Инжирный хлеб

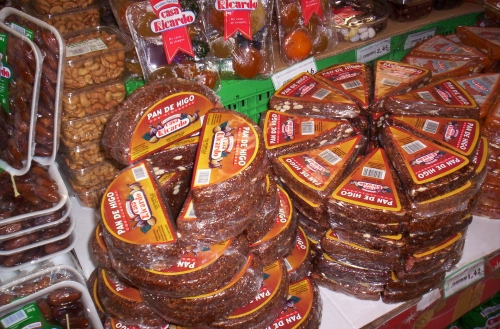
Инжирный хлеб

Инжирный хлеб, фиговый хлеб (исп. pan de higo) — традиционный испанский продукт из инжира, происходит из андалусского Коина. Рецепт приготовления инжирного хлеба предположительно имеет арабские корни, в Испании считается деревенским. Изготавливается из сушёного инжира с миндалём, корицей, гвоздикой и анисом без добавления сахара и, вопреки своему названию, без муки. Хорошо хранится, первоначально использовался в сельской местности для консервирования излишков урожая инжира и находил применение в качестве источника энергии для тяжёлого крестьянского труда. Продаётся в круглых упаковках.